# ستيفان الز
ستيفان الز هو ممثل سويسري، ولد في 1963.

## أعمال

### أفلام
- (2003) وداعا لينين

## وصلات خارجية
- ستيفان الز على موقع IMDb (الإنجليزية)
- ستيفان الز على موقع أول موفي (الإنجليزية)
- ستيفان الز على موقع قاعدة بيانات الفيلم (الإنجليزية)